# Орфордський замок
Орфордський замок (англ. Orford Castle) — стародавий замок доби англійського середньовіччя, що зберіг романо-готичну структуру з XII століття. Розташований у графстві Саффолк.

## Історичні дані
В XI ст. ці землі контролював Гуго Бюго, граф Норфолк, що не хотів скоритися владі королів Англії. Цього не стерпів король Генріх II Плантагенет. Аби підсилити свою владу в регіоні, розпочав тут у 1165 р. будівництво замку. Створення нового замку супроводжувалося гідромеліоративними роботами, були осушені навколишні болота. На той час замок мав стратегічне значення, бо охороняв річковий порт на річці Елд. Управителем замку вже з 1167 р. став місцевий мешканець — Бартоломью де Гленвілл.
Замулення річкового порту та перенос торговельного шляху у інші місцини сприяли занепаду замку та порту. З плином часу він втратив земляні фортечні укріплення. Замок ніколи суттєво не перебудовувався і не став черговим палацом, а зберіг вигляд фортифікаційної споруди XII століття — без тинькування стін інтер'єрів, без оздоб у якомусь з пізніх стилів, без замкового парку.
Має незвичне розпланування у вигляді заокругленого об'єму, в мури якого вбудовані три прямокутні вежі без бічних крил. Найбільша з веж сягає позначки 27 м.
У XX столітті — замком опікується урядове позавідомче товариство «Англійська спадщина». Сам замок цілорічно відкритий для відвідин туристами. Вхідний квиток — £4.00, для дітей — £2.00.

### Галерея

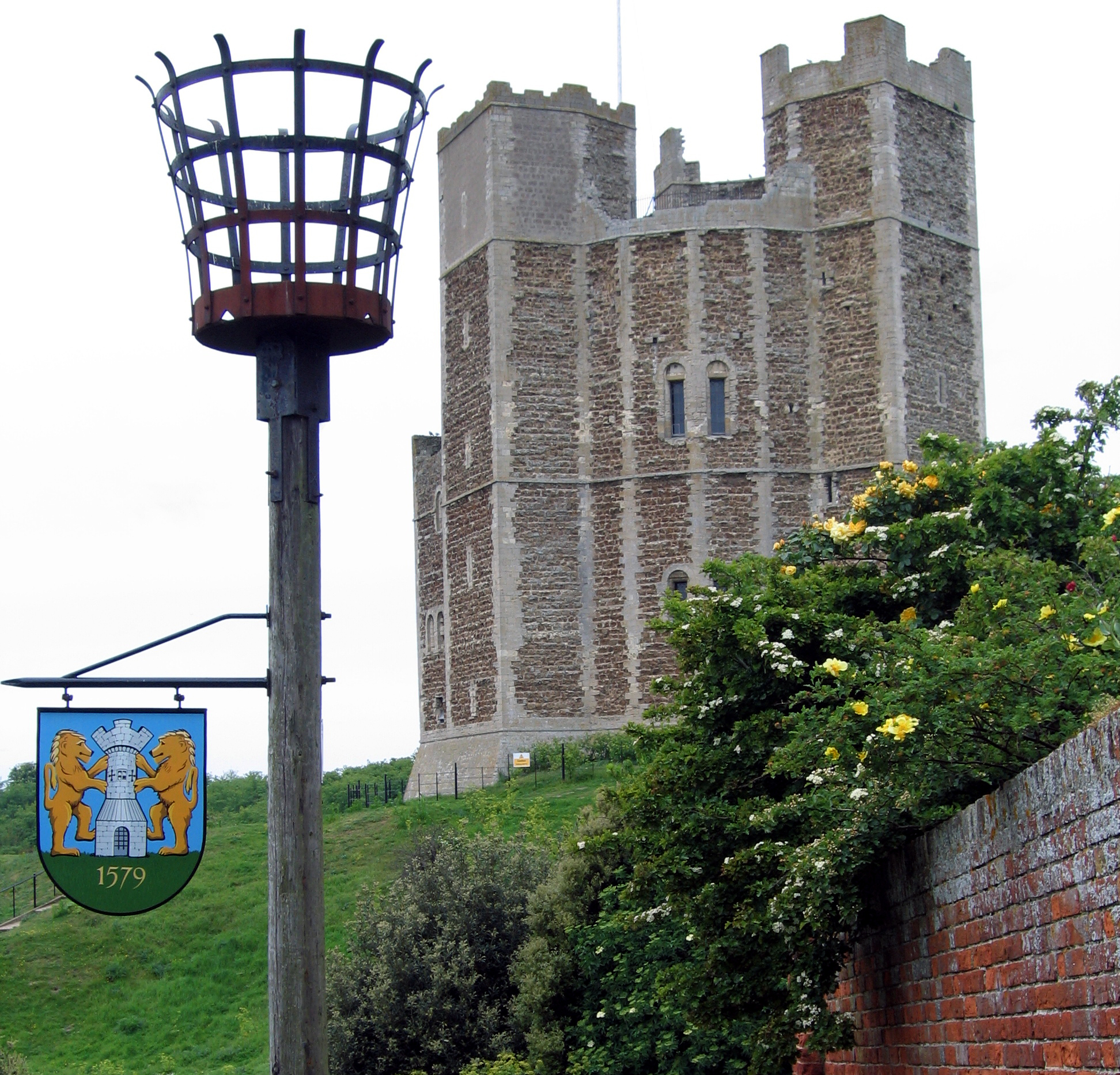
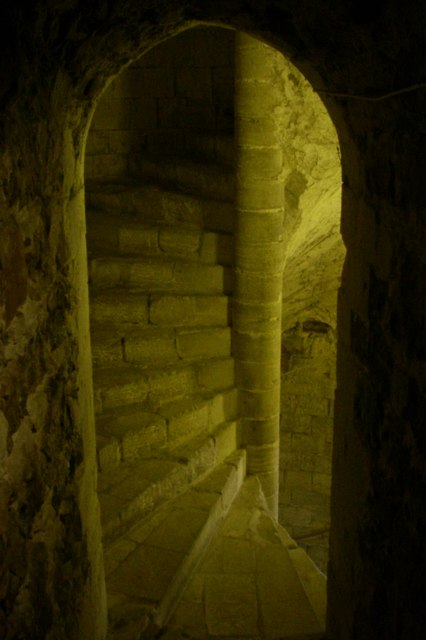
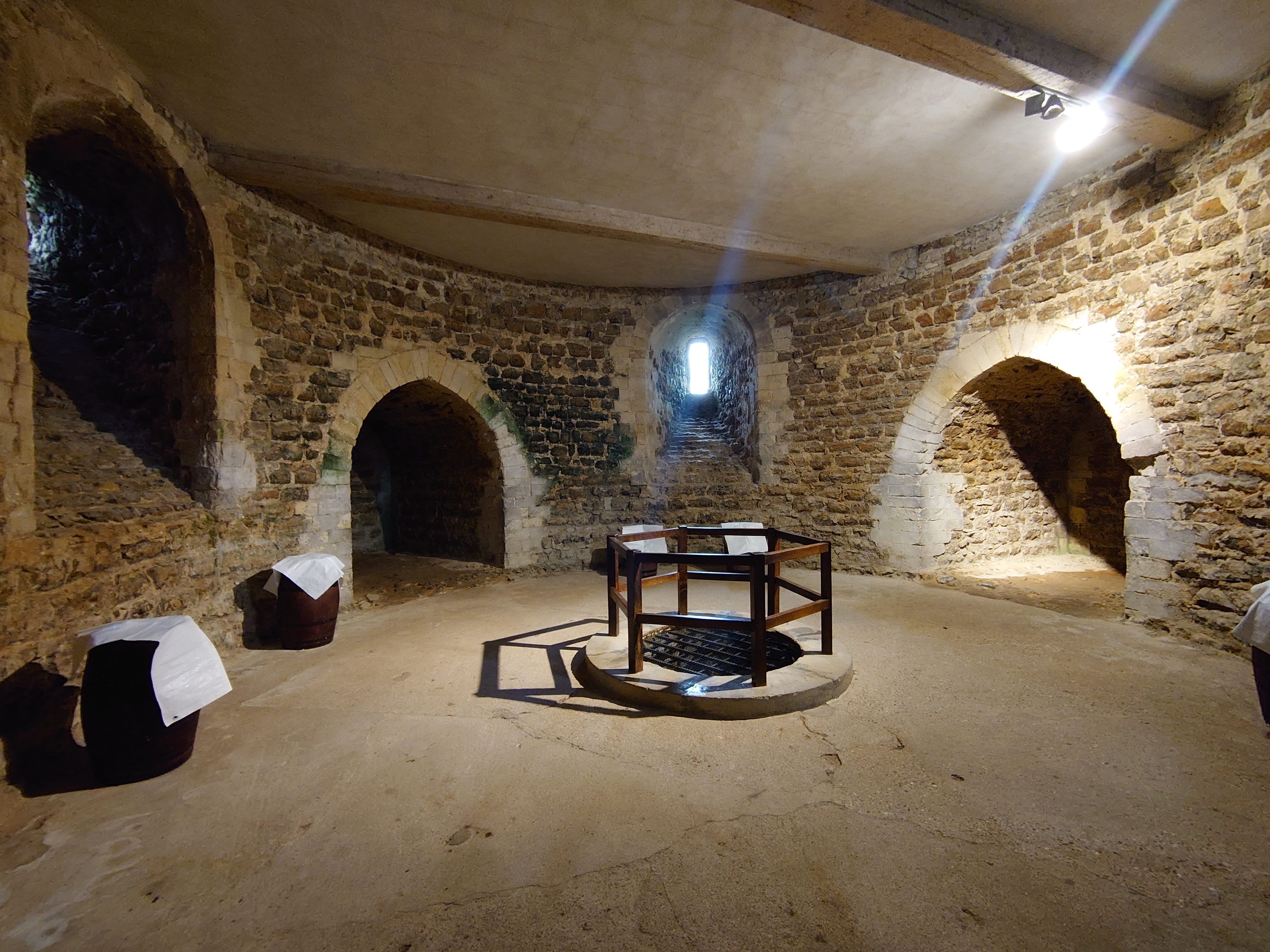
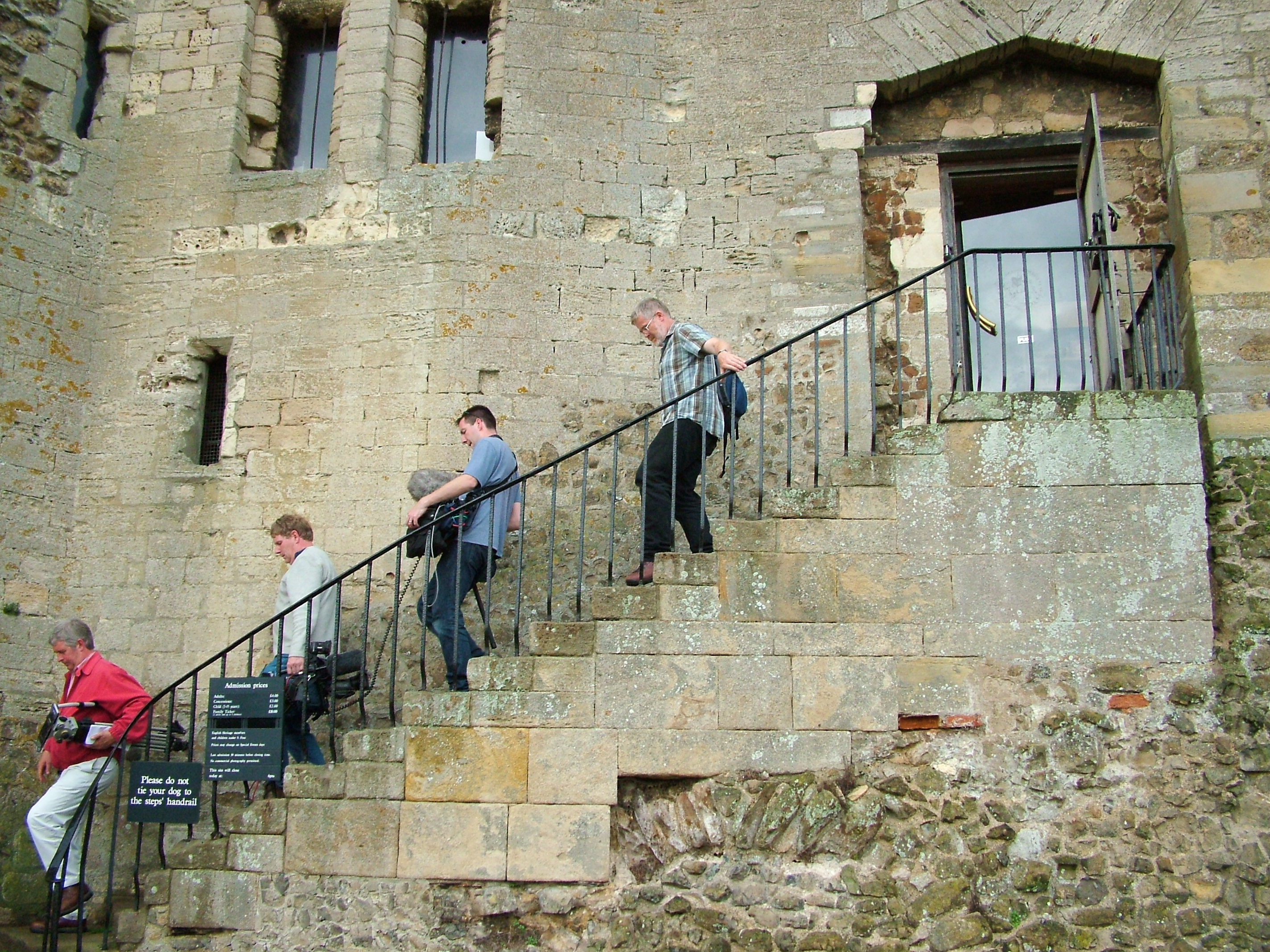